# 2000年温布尔登网球锦标赛
2000年的温布尔登网球锦标赛。

## 冠军
单打列出冠亚军以及决赛比分，双打列出冠军组合。

### 男子单打
主条目：2000年溫布頓網球錦標賽男子單打比賽
皮特·桑普拉斯（美国）610-7 7-65 6-4 6-2 帕特里克·拉夫特（澳大利亚）

### 女子单打
主条目：2000年溫布頓網球錦標賽女子單打比賽
大威廉姆斯（美国）6-3 7-63 林賽·達文波特（美国）

### 男子双打
主条目：2000年溫布頓網球錦標賽男子單打比賽男子雙打比賽
托德·伍德布里奇（澳大利亚）/馬克·伍德福德（澳大利亚）

### 女子双打
主条目：2000年溫布頓網球錦標賽女子雙打比賽
小威廉姆斯（美国）/大威廉姆斯（美国）

### 混合双打
主条目：2000年溫布頓網球錦標賽混合雙打比賽
金波利·波（美国）/唐納德·约翰松（美国）

## 外部連結
- 官方網站（页面存档备份，存于）

| 前任： 1999年温布尔登网球锦标赛 | 温布尔登网球锦标赛 2000年 | 繼任： 2001年温布尔登网球锦标赛 |
| 前任： 2000年法国网球公开赛     | 网球大满贯 2000年         | 繼任： 2000年美国网球公开赛     |